# 30e armée (Union soviétique)
Pour les articles homonymes, voir 30e armée.
La 30e armée était une unité de l'Armée rouge durant la Grande Guerre patriotique.

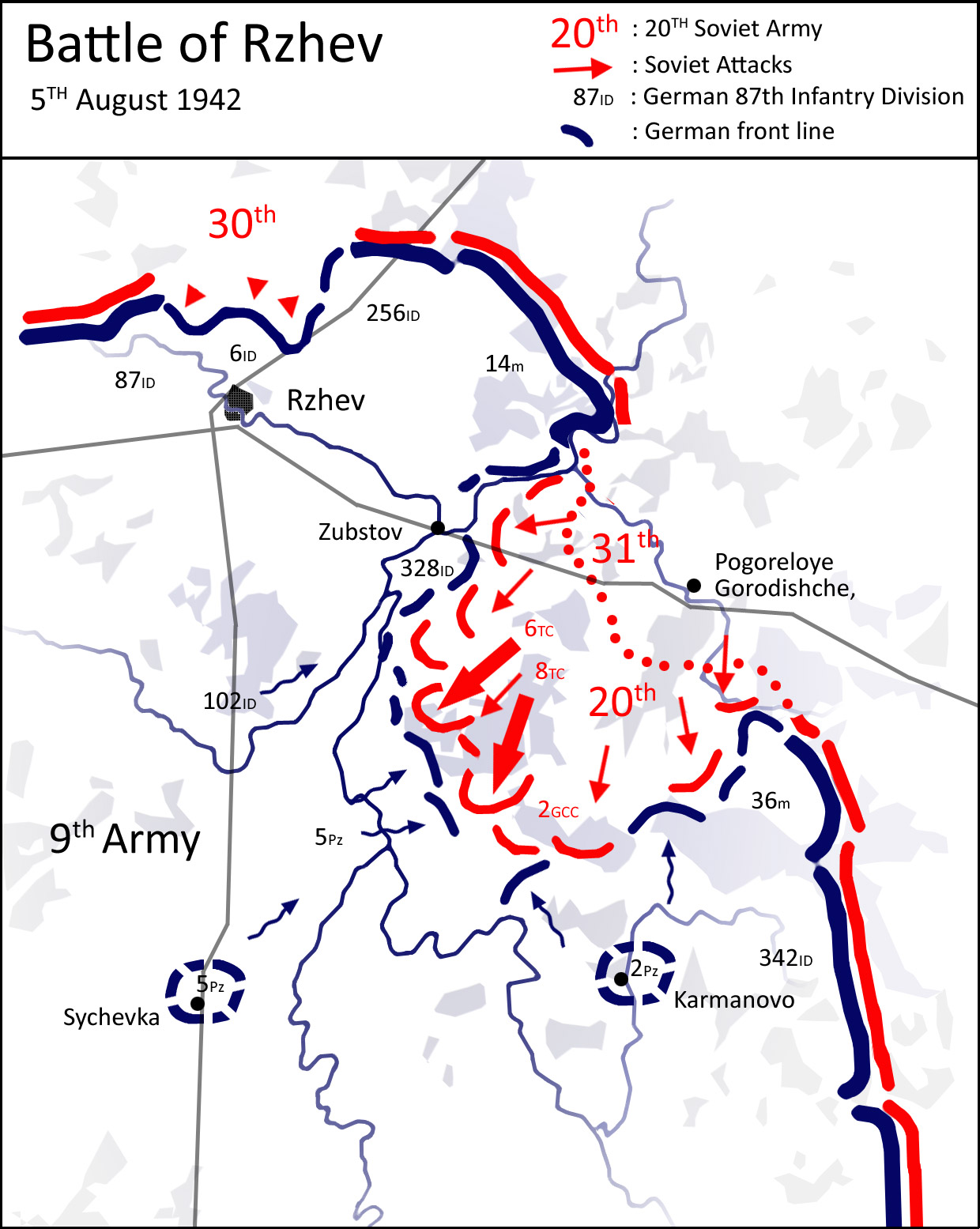
Position de la 30e armée le 5 août 1942 durant la Batailles de Rjev (1942).

## Formation
La 30e armée est formée en juillet 1941 avec :
- la 119e division de fusiliers (ru),
- la 242e division de fusiliers (ru),
- la 243e division de fusiliers (ru)
- la 251e division de fusiliers (ru)
- la 51e division de chars (ru)
- ainsi que d'un certain nombre d'unités d'artillerie

## Historique
Durant sa formation, à partir du 15 juillet 1941, elle est affectée dans les armées de réserve et effectue des travaux sur la ligne défensive de Selizharovo (ru), Olenino (ru), Vasilyevo. 
Fin juillet et août, l'unité participe à la bataille de Smolensk en 1941, au cours de laquelle, elle combat dans la zone au sud-ouest de la ville de Bely à Doukhovchtchina, sur le flanc de la 9e armée allemande.
En septembre et octobre, elle mène des plusieurs batailles défensives contre des forces ennemies supérieures dans la région au sud-ouest de la ville de Bely, puis vers Rjev. 
À partir du 17 octobre 1941, il fait partie du front de Kalinine et prend part, sous le commandement du général Vassili Afanassievitch Khomenko, à l'opération défensive de Kalinine (ru) pendant la bataille de Moscou.
À la mi-novembre 1941, l'unité est de nouveau transférée et participe, toujours dans le cadre de la bataille de Moscou, à l'opération défensive Klinsko-Solnechnogorsk (ru), sous le commandement du général Klin, au cours de laquelle, en coopération avec la 1re armée de choc, elle libère, le 15 décembre 1941, la ville de Klin.
À partir de la mi-décembre 1941, il fait partie du front de Kalinine et participe de janvier à avril 1942 à l'opération Rjev-Viazma (ru) et atteint, à la fin de l'opération, la périphérie de Rjev, où il reste en position défensive.
Du 1er au 22 mars 1943, la 30e armée participe à l'Opération Buffel (ru) au cours de laquelle la ville de Rjev est libérée (3 mars) et le 1er avril les troupes Soviétiques atteignent la ligne de Nefyodovshchina, Pantyukhi (situées à 10 km au nord-est de la ville de Iartsevo), où elles restent sur la défensive.
Le 16 avril 1943, sur la base de la directive de la Stavka VGK (ru), la 30e armée est transformée et prend le nom de 10e armée de la Garde.

## Liste des commandants
- Juillet - novembre 1941 : Major-général Vassili Khomenko.
- janvier 1942 : le lieutenant-général Dmitri Leliouchenko.
- novembre 1942 - avril 1943 : le lieutenant-général Vladimir Kolpaktchi